# 古賀プロダクション
株式会社古賀プロダクション（かぶしきがいしゃこがプロダクション）は、日本のエキストラ事務所。

## 概要
1980年（昭和55年）に創設。主に映画・TV・CM・Youtube動画などへ登録エキストラの派遣をおこなっている。
系列に芸能事務所のアールジュー（2008年創設）がある。
2022年7月10日よりコマラジにてラジオ場組「古賀プロダクションとゆかいな仲間たち」放送開始。